# Dirka po Franciji 2024
Dirka po Franciji 2024 je 111. izvedba dirke po Franciji. Začela se je 29. junija v Firencah v Italiji, končala pa 21. julija v Nici. Dirka je del svetovne serije. Start dirke je bil prvič v zgodovini v Italiji, cilj pa zaradi priprav na olimpijske igre prvič v zgodovini izven Pariza. Dirka je prvič šla skozi San Marino, ta je postala petnajsta država v zgodovini, ki je gostila dirko. Sodelovalo je 176 kolesarjev iz 22-ih ekip. Rumeno majico je tretjič osvojil Tadej Pogačar (UAE Team Emirates), drugo mesto Jonas Vingegaard (Visma–Lease a Bike), tretje pa Remco Evenepoel (Soudal–Quick-Step). Zeleno majico je osvojil Biniam Girmay (Intermarché–Wanty), pikčasto majico Richard Carapaz (EF Education–EasyPost), belo majico pa Remco Evenepoel.

## Ekipe
UCI WorldTeams
- Alpecin–Deceuninck
- Arkéa–B&B Hotels
- Astana Qazaqstan Team
- Cofidis
- Decathlon–AG2R La Mondiale
- EF Education–EasyPost
- Groupama–FDJ
- Ineos Grenadiers
- Intermarché–Wanty
- Lidl–Trek
- Movistar Team
- Red Bull–Bora–Hansgrohe
- Soudal–Quick-Step
- Team Bahrain Victorious
- Team dsm–firmenich PostNL
- Team Jayco–AlUla
- Visma–Lease a Bike
- UAE Team Emirates

UCI ProTeams
- Israel–Premier Tech
- Lotto–Dstny
- Team TotalEnergies
- Uno-X Mobility

## Etape
To je obeležba 100. obletnice prve italijanske zmage na Touru, ki jo je leta 1924 dobil Ottavio Bottecchia. 
Prvič po letu 1989 zadnja etapa ne bo ravninska, ampak se bo končala kot kronometer.
| Etapa  | Datum     | Trasa                                       | Dolžina     | Višinci     | Tip         | Tip             | Zmagovalec               |
| ------ | --------- | ------------------------------------------- | ----------- | ----------- | ----------- | --------------- | ------------------------ |
| 1      | 29. junij | Firence — Rimini (Italija / San Marino)     | 206 km      | 3.600 m     |             | razgibana etapa | Romain Bardet (FRA)      |
| 2      | 30. junij | Cesenatico — Bologna (Italija / San Marino) | 199,2 km    | 1.850 m     |             | razgibana etapa | Kévin Vauquelin (FRA)    |
| 3      | 1. julij  | Piacenza — Torino (Italija)                 | 230,8 km    | 1.100 m     |             | ravninska etapa | Biniam Girmay (ERI)      |
| 4      | 2. julij  | Pinerolo — Valloire (Italija / Francija)    | 139,6 km    | 3.600 m     |             | gorska etapa    | Tadej Pogačar (SLO)      |
| 5      | 3. julij  | Saint-Jean-de-Maurienne — Saint-Vulbas      | 177,4 km    | 1.050 m     |             | ravninska etapa | Mark Cavendish (GBR)     |
| 6      | 4. julij  | Mâcon — Dijon                               | 163,5 km    | 1.000 m     |             | ravninska etapa | Dylan Groenewegen (NED)  |
| 7      | 5. julij  | Nuits-Saint-Georges — Gevrey-Chambertin     | 25,3 km     | 300 m       |             | kronometer      | Remco Evenepoel (BEL)    |
| 8      | 6. julij  | Semur-en-Auxois — Colombey-les-Deux-Églises | 183,4 km    | 2.400 m     |             | ravninska etapa | Biniam Girmay (ERI)      |
| 9      | 7. julij  | Troyes                                      | 199 km      | 2.000 m     |             | razgibana etapa | Anthony Turgis (FRA)     |
|        | 8. julij  | Orléans                                     | dan počitka | dan počitka | dan počitka | dan počitka     | dan počitka              |
| 10     | 9. julij  | Orléans — Saint-Amand-Montrond              | 187,3 km    | 950 m       |             | ravninska etapa | Jasper Philipsen (BEL)   |
| 11     | 10. julij | Évaux-les-Bains — Le Lioran                 | 211 km      | 4.350 m     |             | gorska etapa    | Jonas Vingegaard (DEN)   |
| 12     | 11. julij | Aurillac — Villeneuve-sur-Lot               | 203,6 km    | 2.200 m     |             | ravninska etapa | Biniam Girmay (ERI)      |
| 13     | 12. julij | Agen — Pau                                  | 165,3 km    | 2.000 m     |             | ravninska etapa | Jasper Philipsen (BEL)   |
| 14     | 13. julij | Pau — Saint-Lary-Soulan (Pla d'Adet)        | 151,9 km    | 4.000 m     |             | gorska etapa    | Tadej Pogačar (SLO)      |
| 15     | 14. julij | Loudenvielle — Plateau de Beille            | 197,7 km    | 4.800 m     |             | gorska etapa    | Tadej Pogačar (SLO)      |
|        | 15. julij | Gruissan                                    | dan počitka | dan počitka | dan počitka | dan počitka     | dan počitka              |
| 16     | 16. julij | Gruissan — Nîmes                            | 188,6 km    | 1.200 m     |             | ravninska etapa | Jasper Philipsen (BEL)   |
| 17     | 17. julij | Saint-Paul-Trois-Châteaux — SuperDévoluy    | 177,8 km    | 2.850 m     |             | gorska etapa    | Richard Carapaz (ECU)    |
| 18     | 18. julij | Gap — Barcelonnette                         | 179,5 km    | 3.100 m     |             | razgibana etapa | Victor Campenaerts (BEL) |
| 19     | 19. julij | Embrun — Isola 2000                         | 144,6 km    | 4.400 m     |             | gorska etapa    | Tadej Pogačar (SLO)      |
| 20     | 20. julij | Nica — Col de la Couillole                  | 132,8 km    | 4.600 m     |             | gorska etapa    | Tadej Pogačar (SLO)      |
| 21     | 21. julij | Monako — Nica                               | 33,7 km     | 650 m       |             | kronometer      | Tadej Pogačar (SLO)      |
| Skupaj | Skupaj    | Skupaj                                      | 3498 km     | 52.230 m    |             |                 |                          |

## Razvrstitev po klasifikacijah
| Etapa  | Zmagovalec         | - Rumena majica | - Zelena majica     | - Pikčasta majica | - Bela majica       | - Ekipno                  | - Rdeča številka    |
| ------ | ------------------ | --------------- | ------------------- | ----------------- | ------------------- | ------------------------- | ------------------- |
| 1      | Romain Bardet      | Romain Bardet   | Frank van den Broek | Jonas Abrahamsen  | Frank van den Broek | Team dsm–firmenich PostNL | Frank van den Broek |
| 2      | Kévin Vauquelin    | Tadej Pogačar   | Jonas Abrahamsen    | Jonas Abrahamsen  | Remco Evenepoel     | Movistar Team             | Jonas Abrahamsen    |
| 3      | Biniam Girmay      | Richard Carapaz | Jonas Abrahamsen    | Jonas Abrahamsen  | Remco Evenepoel     | Movistar Team             | Fabien Grellier     |
| 4      | Tadej Pogačar      | Tadej Pogačar   | Jonas Abrahamsen    | Jonas Abrahamsen  | Remco Evenepoel     | UAE Team Emirates         | Oier Lazkano        |
| 5      | Mark Cavendish     | Tadej Pogačar   | Biniam Girmay       | Jonas Abrahamsen  | Remco Evenepoel     | UAE Team Emirates         | Clément Russo       |
| 6      | Dylan Groenewegen  | Tadej Pogačar   | Biniam Girmay       | Jonas Abrahamsen  | Remco Evenepoel     | UAE Team Emirates         | Mads Pedersen       |
| 7      | Remco Evenepoel    | Tadej Pogačar   | Biniam Girmay       | Jonas Abrahamsen  | Remco Evenepoel     | UAE Team Emirates         | brez                |
| 8      | Biniam Girmay      | Tadej Pogačar   | Biniam Girmay       | Jonas Abrahamsen  | Remco Evenepoel     | UAE Team Emirates         | Jonas Abrahamsen    |
| 9      | Anthony Turgis     | Tadej Pogačar   | Biniam Girmay       | Jonas Abrahamsen  | Remco Evenepoel     | UAE Team Emirates         | Jasper Stuyven      |
| 10     | Jasper Philipsen   | Tadej Pogačar   | Biniam Girmay       | Jonas Abrahamsen  | Remco Evenepoel     | UAE Team Emirates         | Kobe Goossens       |
| 11     | Jonas Vingegaard   | Tadej Pogačar   | Biniam Girmay       | Tadej Pogačar     | Remco Evenepoel     | UAE Team Emirates         | Tadej Pogačar       |
| 12     | Biniam Girmay      | Tadej Pogačar   | Biniam Girmay       | Tadej Pogačar     | Remco Evenepoel     | UAE Team Emirates         | Quentin Pacher      |
| 13     | Jasper Philipsen   | Tadej Pogačar   | Biniam Girmay       | Tadej Pogačar     | Remco Evenepoel     | UAE Team Emirates         | Magnus Cort         |
| 14     | Tadej Pogačar      | Tadej Pogačar   | Biniam Girmay       | Tadej Pogačar     | Remco Evenepoel     | UAE Team Emirates         | Ben Healy           |
| 15     | Tadej Pogačar      | Tadej Pogačar   | Biniam Girmay       | Tadej Pogačar     | Remco Evenepoel     | UAE Team Emirates         | Richard Carapaz     |
| 16     | Jasper Philipsen   | Tadej Pogačar   | Biniam Girmay       | Tadej Pogačar     | Remco Evenepoel     | UAE Team Emirates         | Thomas Gachignard   |
| 17     | Richard Carapaz    | Tadej Pogačar   | Biniam Girmay       | Tadej Pogačar     | Remco Evenepoel     | UAE Team Emirates         | Romain Grégoire     |
| 18     | Victor Campenaerts | Tadej Pogačar   | Biniam Girmay       | Tadej Pogačar     | Remco Evenepoel     | UAE Team Emirates         | Tobias Johannessen  |
| 19     | Tadej Pogačar      | Tadej Pogačar   | Biniam Girmay       | Richard Carapaz   | Remco Evenepoel     | UAE Team Emirates         | Richard Carapaz     |
| 20     | Tadej Pogačar      | Tadej Pogačar   | Biniam Girmay       | Richard Carapaz   | Remco Evenepoel     | UAE Team Emirates         | Enric Mas           |
| 21     | Tadej Pogačar      | Tadej Pogačar   | Biniam Girmay       | Richard Carapaz   | Remco Evenepoel     | UAE Team Emirates         | brez                |
| Skupaj | Skupaj             | Tadej Pogačar   | Biniam Girmay       | Richard Carapaz   | Remco Evenepoel     | UAE Team Emirates         | Richard Carapaz     |

## Končna razvrstitev
| Legenda | Legenda                                  | Legenda | Legenda                                    |
| ------- | ---------------------------------------- | ------- | ------------------------------------------ |
|         | Predstavlja vodilnega v skupnem seštevku |         | Predstavlja vodilnega v gorski razvrstitvi |
|         | Predstavlja vodilnega po točkah          |         | Predstavlja najboljšega mladega kolesarja  |
|         | Predstavlja vodilnega najboljše ekipe    |         | Predstavlja najbolj borbenega kolesarja    |

### Rumena majica
| Poz.                          | Kolesar                 | Ekipa                   | Čas          |
| ----------------------------- | ----------------------- | ----------------------- | ------------ |
| 1                             | Tadej Pogačar (SLO)     | UAE Team Emirates       | 83h 38' 56"  |
| 2                             | Jonas Vingegaard (DEN)  | Visma–Lease a Bike      | + 6' 17"     |
| 3                             | Remco Evenepoel (BEL)   | Soudal–Quick-Step       | + 9' 18"     |
| 4                             | João Almeida (POR)      | UAE Team Emirates       | + 19' 03"    |
| 5                             | Mikel Landa (ESP)       | Soudal–Quick-Step       | + 20' 06"    |
| 6                             | Adam Yates (GBR)        | UAE Team Emirates       | + 24' 07"    |
| 7                             | Carlos Rodríguez (ESP)  | Ineos Grenadiers        | + 25' 04"    |
| 8                             | Matteo Jorgenson (USA)  | Visma–Lease a Bike      | + 26' 34"    |
| 9                             | Derek Gee (CAN)         | Israel–Premier Tech     | + 27' 21"    |
| 10                            | Santiago Buitrago (COL) | Team Bahrain Victorious | + 29' 03"    |
| Preostali slovenski kolesarji |                         |                         |              |
| 64                            | Jan Tratnik (SLO)       | Visma–Lease a Bike      | + 3h 48' 34" |
| 116                           | Luka Mezgec (SLO)       | Team Jayco–AlUla        | + 5h 17' 26" |
| 127                           | Matej Mohorič (SLO)     | Team Bahrain Victorious | + 5h 33' 22" |
| DNS                           | Primož Roglič (SLO)     | Red Bull–Bora–Hansgrohe | 13. etapa    |

### Zelena majica
| Poz.                          | Kolesar                | Ekipa                   | Točke     |
| ----------------------------- | ---------------------- | ----------------------- | --------- |
| 1                             | Biniam Girmay (ERI)    | Intermarché–Wanty       | 387       |
| 2                             | Jasper Philipsen (BEL) | Alpecin–Deceuninck      | 354       |
| 3                             | Bryan Coquard (FRA)    | Cofidis                 | 208       |
| 4                             | Tadej Pogačar (SLO)    | UAE Team Emirates       | 196       |
| 5                             | Anthony Turgis (FRA)   | Team TotalEnergies      | 180       |
| 6                             | Arnaud De Lie (BEL)    | Lotto–Dstny             | 161       |
| 7                             | Remco Evenepoel (BEL)  | Soudal–Quick-Step       | 152       |
| 8                             | Wout van Aert (BEL)    | Visma–Lease a Bike      | 152       |
| 9                             | Jonas Abrahamsen (NOR) | Uno-X Mobility          | 149       |
| 10                            | Jonas Vingegaard (DEN) | Visma–Lease a Bike      | 136       |
| Preostali slovenski kolesarji |                        |                         |           |
| 72                            | Matej Mohorič (SLO)    | Team Bahrain Victorious | 19        |
| 91                            | Jan Tratnik (SLO)      | Visma–Lease a Bike      | 10        |
| 110                           | Luka Mezgec (SLO)      | Team Jayco–AlUla        | 6         |
| DNS                           | Primož Roglič (SLO)    | Red Bull–Bora–Hansgrohe | 13. etapa |

### Pikčasta majica
| Poz.                          | Kolesar                | Ekipa                   | Točke     |
| ----------------------------- | ---------------------- | ----------------------- | --------- |
| 1                             | Richard Carapaz (ECU)  | EF Education–EasyPost   | 127       |
| 2                             | Tadej Pogačar (SLO)    | UAE Team Emirates       | 102       |
| 3                             | Jonas Vingegaard (DEN) | Visma–Lease a Bike      | 70        |
| 4                             | Matteo Jorgenson (USA) | Visma–Lease a Bike      | 54        |
| 5                             | Remco Evenepoel (BEL)  | Soudal–Quick-Step       | 50        |
| 6                             | Wilco Kelderman (NED)  | Visma–Lease a Bike      | 43        |
| 7                             | Oier Lazkano (ESP)     | Movistar Team           | 41        |
| 8                             | Jonas Abrahamsen (NOR) | Uno-X Mobility          | 36        |
| 9                             | Enric Mas (ESP)        | Movistar Team           | 33        |
| 10                            | David Gaudu (FRA)      | Groupama–FDJ            | 30        |
| Preostali slovenski kolesarji |                        |                         |           |
| 30                            | Jan Tratnik (SLO)      | Visma–Lease a Bike      | 10        |
| 58                            | Matej Mohorič (SLO)    | Team Bahrain Victorious | 1         |
| —                             | Luka Mezgec (SLO)      | Team Jayco–AlUla        | 0         |
| DNS                           | Primož Roglič (SLO)    | Red Bull–Bora–Hansgrohe | 13. etapa |

### Bela majica
| Čas | Kolesar                  | Ekipa                     | Čas          |
| --- | ------------------------ | ------------------------- | ------------ |
| 1   | Remco Evenepoel (BEL)    | Soudal–Quick-Step         | 83h 48' 14"  |
| 2   | Carlos Rodríguez (ESP)   | Ineos Grenadiers          | + 15' 46"    |
| 3   | Matteo Jorgenson (USA)   | Visma–Lease a Bike        | + 17' 16"    |
| 4   | Santiago Buitrago (COL)  | Team Bahrain Victorious   | + 19' 45"    |
| 5   | Javier Romo (ESP)        | Movistar Team             | + 1h 33' 08" |
| 6   | Ilan Van Wilder (BEL)    | Soudal–Quick-Step         | + 1h 45' 12" |
| 7   | Ben Healy (IRL)          | EF Education–EasyPost     | + 1h 46' 54" |
| 8   | Jordan Jegat (FRA)       | Team TotalEnergies        | + 1h 53' 18" |
| 9   | Tobias Johannessen (NOR) | Uno-X Mobility            | + 2h 12' 19" |
| 10  | Oscar Onley (GBR)        | Team dsm–firmenich PostNL | + 2h 32' 21" |

### Ekipno
| Poz. | Ekipa                   | Čas          |
| ---- | ----------------------- | ------------ |
| 1    | UAE Team Emirates       | 251h 36' 43" |
| 2    | Visma–Lease a Bike      | + 31' 51"    |
| 3    | Soudal–Quick-Step       | + 1h 33' 06" |
| 4    | Ineos Grenadiers        | + 1h 34' 05" |
| 5    | Lidl–Trek               | + 2h 33' 49" |
| 6    | Movistar Team           | + 3h 10' 06" |
| 7    | Team Bahrain Victorious | + 3h 38' 21" |
| 8    | Red Bull–Bora–Hansgrohe | + 3h 57' 23" |
| 9    | Israel–Premier Tech     | + 4h 01' 23" |
| 10   | EF Education–EasyPost   | + 4h 06' 54" |